# Trust (canción de Megadeth)
«Trust» (en español "Confianza") es la primera canción del disco Cryptic Writings del grupo de thrash metal Megadeth. Fue lanzada en 1997 y posteriormente una versión en español en 2004 (sólo el coro y el puente fueron regrabados en dicho idioma).
En Mainstream Rock Tracks "Trust" llegó a la posición número cinco siendo el éxito más grande de Megadeth en esa lista hasta el momento.
La canción trata sobre una relación que termina por la falta de confianza. La canción fue escrita por Dave Mustaine y Marty Friedman. En un show que la banda dio en Buenos Aires en el año 2005, cantaron un fragmento de la canción en español.

## Video
El video muestra al principio a una chica sola y al parecer en una jaula, triste. Luego se ve a la banda tocar y se ve que las parejas al parecer arreglan sus problemas y conversan. Luego que viene el solo se puede ver a toda la gente haciendo un ejercicio de confianza lanzándose de una mesa y los demás atrapan a esta persona.
Algo interesante del video es que fue acortada la canción de 5 minutos con 10 segundos a 4 minutos y 17 segundos.

## Versiones
- Trust, en el álbum Cryptic Writings.

- Datos: Q2667242